# Joseph Hermann Waser
Joseph Hermann Waser (* 10. Juni 1901 in Luzern; † 16. Oktober 1994 in Bern) war ein Schweizer Maler.

## Leben
Joseph Hermann Waser wurde am 10. Juni 1901 in Luzern als heimatberechtigter Engelberger geboren. 1914 zog er mit seinen Eltern Robert und Karolina Waser-Felder und den fünf Geschwistern nach Bern. 
Nach einer Schriftenmalerlehre eröffnete er 1921 mit seinem Bruder Robert ein Schriftenmaler-, Grafik- und Innenarchitekturgeschäft. Neben dem Beruf als Reklamefachmann und Innenarchitekt besuchte er mehrere Weiterbildungskurse und lernte so auch das Schnitzler- und Bildhauerhandwerk.
Gezeichnet und gemalt hat Waser seit den dreissiger Jahren. Er besuchte Zeichnungskurse (Aktzeichnen) an der Berner Kunstgewerbeschule bei Ernst Linck und nahm bei ihm und bei Walter Clénin privaten Malunterricht. Nach der Auflösung des Schriftenmalergeschäfts im Jahre 1948 wurde J. H. Waser freischaffender Kunstmaler in Bern.

## Künstlerisches Werk
Waser beschäftigte sich mit der Glasmalerei, mit Wandgemälden und dem Malen von Landschaften, Stillleben und Porträts (u. a. von Stephan Jaeggi, Blasmusikkomponist). Einen Namen schuf er sich vor allem als Porträtist. Populär wurden seine verschiedenartigen Blumen-Stillleben, die in ihrer leuchtenden Farbigkeit oft an spätfauvistische Bilder erinnern.
Verschiedene längere Studienreisen führten ihn in den fünfziger und sechziger Jahren nach Holland, England, Italien und mehrere Male nach Frankreich, vor allem in die Provence und an die Côte d’Azur. 
Aber auch schweizerische Landschaften, insbesondere in und um Bern (besonders das Emmental), inspirierten ihn zu vielen, teilweise farbig-expressiven Gemälden, die jeweils in Presseberichten zu Ausstellungen besonders hervorgehoben wurden. Er schuf auch Zeichnungen von Landschaften und Personen in und um die Stadt Bern. Sie sind in schwarzer Lithokreide ausgeführt. 
Waser ging es in seinem Kunstschaffen um «das unablässige Forschen nach dem eigentlichen Gehalt der Dinge. Malerei ist Gestaltung und immerwährende Umgestaltung, also Abstrahieren, die Details weglassen, aus dem Vielen ein Ganzes gestalten».
J. H. Waser war ein gegenständlicher Künstler des 20. Jahrhunderts, der – ähnlich seinem Zeitgenossen Cuno Amiet, dessen Mutter ebenfalls aus Engelberg stammte – verschiedene stilistische Einflüsse verarbeitet hat.

## Ausstellungen
- Nationale Kunstausstellung in Genf 1936 und Luzern 1941
- Schweizerische Kirchenkunstausstellung in Bellinzona 1938
- Beteiligung an verschiedenen Weihnachtsausstellungen bernischer Künstler in der Kunsthalle Bern
- Galerie Atelier-Theater Bern 1958
- Obwaldner Kunstausstellung in Sarnen 1971
- Gemäldeausstellung in Bolligen/Bern 1974
- Galerie Bürki Ostermundigen 1976